# Braquiossauro
Brachiosaurus (em português Braquiossauro) é um gênero de dinossauro saurópode que viveu na América do Norte durante o Jurássico Superior, há cerca de 154–150 milhões de anos. Foi descrito pela primeira vez pelo paleontólogo americano Elmer S. Riggs em 1903 quando fósseis foram descobertos no vale do Rio Colorado, na região das Montanhas Rochosas dos Estados Unidos. Riggs deu ao dinossauro o nome de Brachiosaurus altithorax; o nome genérico é grego para "lagarto braço", em referência aos seus braços proporcionalmente longos e o nome específico significa "peito profundo". É estimado que o Braquiossauro tivesse entre 18 e 21 metros de comprimento e pesasse em torno de 28,3 a 58 toneladas métricas. Ele tinha um pescoço desproporcionalmente longo, crânio pequeno e tamanho geral grande, todos típicos de saurópodes. Atipicamente, o Braquiossauro tinha membros anteriores mais longos do que os posteriores, o que resultava em tronco fortemente inclinado e cauda proporcionalmente mais curta.
O Braquiossauro é o gênero homônimo da família Brachiosauridae, que inclui um punhado de outros saurópodes semelhantes. Representações mais populares do Braquiossauro são na verdade baseados no Giraffatitan, um gênero de dinossauro braquiossaurídeo da formação de Tendaguru, na Tanzânia. Giraffatitan foi originalmente descrito pelo paleontólogo alemão Werner Janensch em 1914 como uma esécie de braquiossauro, B. brancai, mas foi movido para seu próprio gênero em 2009. Três outras espécies de Braquiossauros foram nomeados com base em fósseis encontrados na África e Europa; dois não são mais considerados válidos e um terceiro tornou-se um gênero separado, o Lusotitan.
O espécime tipo do B. altithorax ainda é o espécime mais completo e apenas alguns outros espécimes são considerados pertencentes ao gênero, tornando-o um dos saurópodes mais raros da Formação Morrison. Era um herbívoro que consumia plantas altas, possivelmente cortando ou comendo vegetação em 9 metros ou mais do chão. Ao contrário de outros saurópodes, não era adequado para se levantar em ambas as patas traseiras. Tem sido usado como um exemplo de um dinossauro que era provavelmente ectotérmico por causa de seu grande tamanho e a necessidade correspondente de suficiente de buscar por alimentos, mas pesquisas mais recentes sugerem que era de sangue quente.
Considerado um dos dinossauros mais icônicos e inicialmente pensado como um dos maiores, o Braquiossauro já apareceu várias vezes na cultura e imaginário popular, mais notavelmente no filme Jurassic Park, de 1993.

## História da descoberta

### Fóssil Holótipo

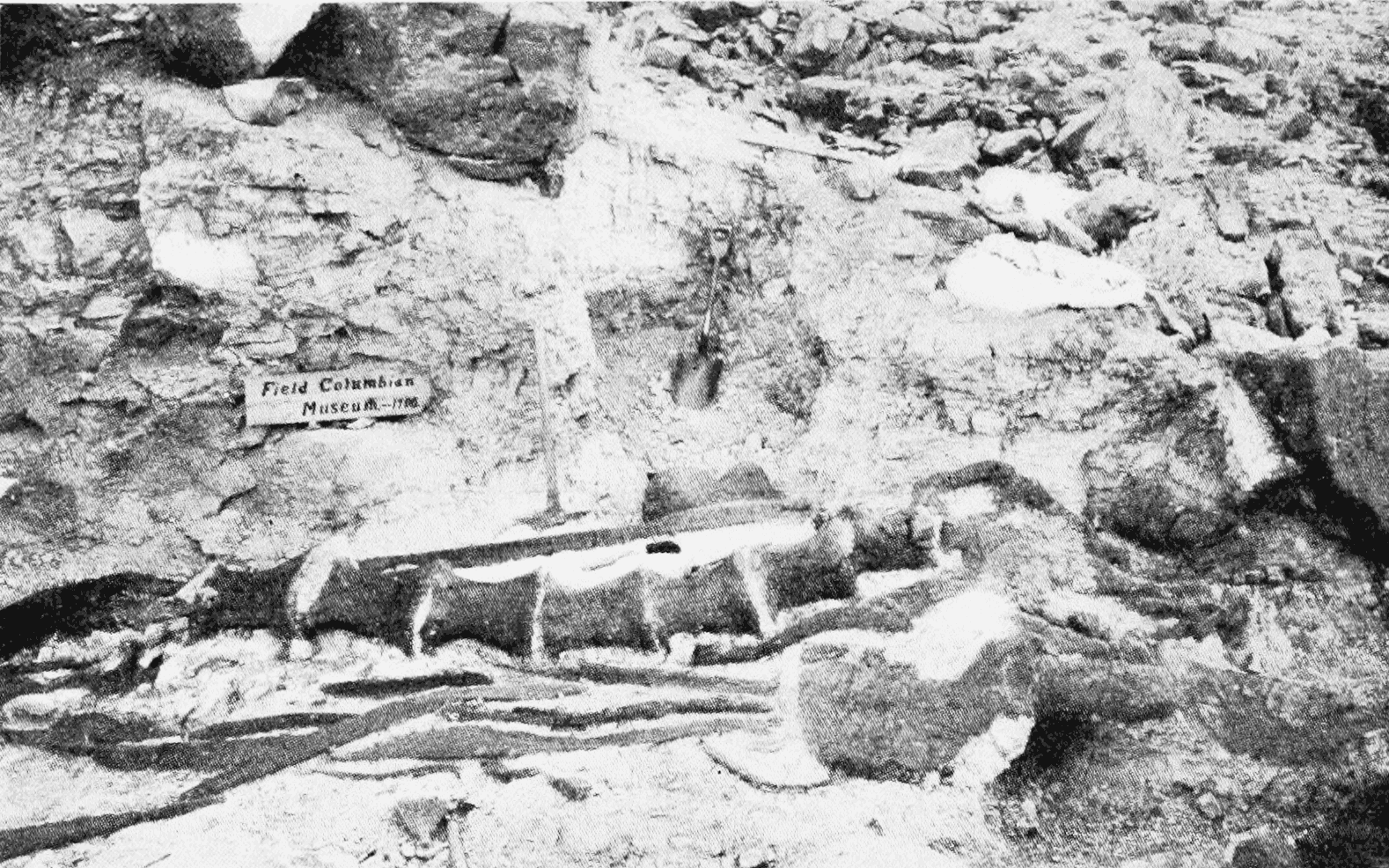
Material holótipo durante a escavação, com vértebras dorsais, sacro, ílio e costelas à vista

O gênero Brachiosaurus é baseado em um esqueleto pós-craniano parcial descoberto em 1900 no vale do Rio Colorado perto de Fruita, Colorado. Este espécime, que mais tarde foi declarado o holótipo, vem de rochas do Membro da Bacia Brushy da Formação Morrison e, portanto, é datado do final do estágio Kimmeridgiano, cerca de 154 a 153 milhões de anos. Descoberto pelo paleontólogo americano Elmer S. Riggs e sua equipe do Field Columbian Museum (agora o Museu Field de História Natural) de Chicago, está atualmente catalogado como FMNH P 25107.
Riggs e companhia estavam trabalhando na área como resultado de uma correspondência favorável entre Riggs e Stanton Merill Bradbury, um dentista nas proximidades de Grand Junction. Na primavera de 1899, Riggs havia enviado cartas aos prefeitos no oeste do Colorado, perguntando sobre possíveis trilhas que levavam das ferrovias ao nordeste de Utah, onde ele esperava encontrar fósseis de mamíferos do Eoceno. Para sua surpresa, ele foi informado por Bradbury, um colecionador amador e presidente da Western Colorado Academy of Science, que os ossos de dinossauros foram coletados perto de Grand Junction desde 1885. Riggs estava cético em relação a essa afirmação, mas seu superior, curador de geologia Oliver Cummings Farrington, estava muito ansioso para adicionar um grande esqueleto de saurópode à coleção para superar outras instituições e convenceu a administração do museu a investir quinhentos dólares em uma expedição. Chegando em 20 de junho de 1900, eles montaram acampamento no abandonado Goat Ranch. Durante uma viagem de prospecção a cavalo, o assistente de campo de Riggs, Harold William Menke, encontrou o úmero do FMNH P 25107, em 4 de julho, exclamando que era "a maior coisa até agora!". Riggs a princípio pegou a descoberta de um espécime de Brontossauro mal preservado e deu prioridade à escavação da Pedreira 12, que continha um esqueleto de Morosaurus mais promissor. Tendo assegurado isso, em 26 de julho ele retornou ao úmero na Pedreira 13, que logo provou ser de tamanho enorme, convencendo um Riggs intrigado de que ele havia descoberto o maior animal terrestre de todos os tempos.

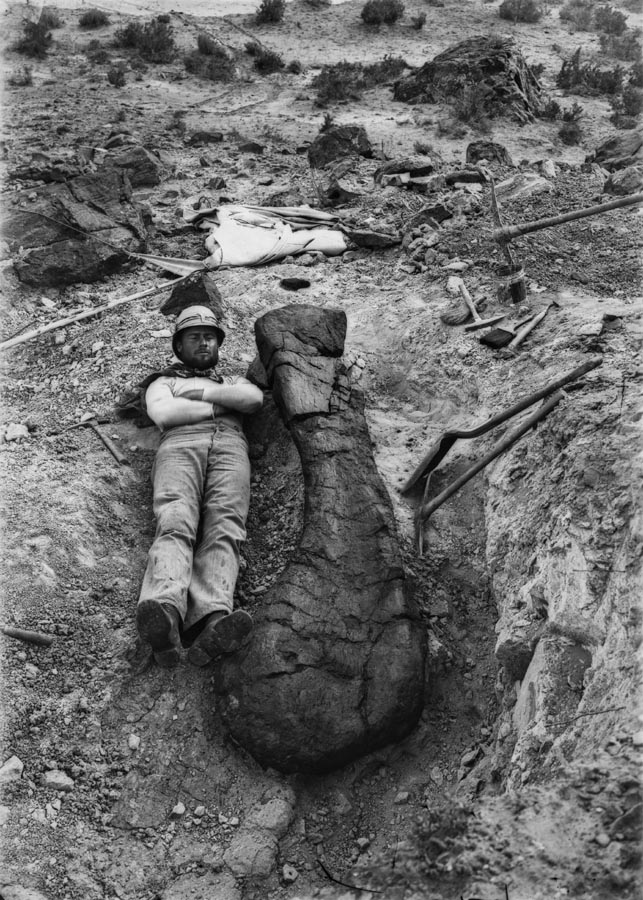
O assistente de Elmer S. Riggs, H. W. Menke, deitado ao lado do úmero de um Braquiossauro durante a escavação em 1900

O local, Riggs Pedreira 13, está localizado em uma pequena colina mais tarde conhecida como Riggs Hill; é hoje marcado por uma placa. Mais fósseis de Brachiosaurus foram relatados em Riggs Hill, mas outros achados fósseis na colina foram vandalizados. Durante a escavação do espécime, Riggs identificou erroneamente o úmero como um fêmur deformado devido ao seu grande comprimento, e isso pareceu ser confirmado quando um fêmur real de tamanho igual e bem preservado do mesmo esqueleto foi descoberto. Em 1904, Riggs observou: "Se não fosse pelo tamanho incomum das costelas encontradas associadas a ele, o espécime teria sido descartado como um Apatosaurus, muito mal preservado para ter valor". Foi somente após a preparação do material fóssil em laboratório que o osso foi reconhecido como um úmero. A escavação atraiu um grande número de visitantes, atrasando os trabalhos e obrigando Menke a vigiar o local para evitar que os ossos fossem saqueados. Em 17 de agosto, o último osso foi revestido com gesso. Após dez dias de viagem de prospecção, a expedição retornou a Grand Junction e contratou uma equipe e uma carroça para transportar todos os fósseis até a estação ferroviária, durante cinco dias; outra semana foi gasta para embalá-los em trinta e oito caixas com um peso de 5.700 kg. Em 10 de setembro, Riggs partiu para Chicago de trem, chegando no dia 15; as companhias ferroviárias permitem que passageiros e cargas viajem gratuitamente, como um gesto de relações públicas.
O esqueleto do holótipo consiste no úmero direito (osso do braço), o fêmur direito (osso da coxa), o ílio direito (um osso do quadril), o coracóide direito (um osso do ombro), o sacro (vértebras fundidas do quadril), as últimas sete vértebras torácicas (tronco) e duas caudais (cauda) e várias costelas. Riggs descreveu o coracoide como do lado esquerdo do corpo, mas o reestudo mostrou que é um coracoide direito. No momento da descoberta, a extremidade inferior do úmero, a parte inferior do sacro, o ílio e as vértebras caudais preservadas estavam expostas ao ar e, portanto, parcialmente danificadas pelo intemperismo. As vértebras estavam apenas ligeiramente deslocadas de sua posição anatômica original; eles foram encontrados com seus lados superiores voltados para baixo. As costelas, úmero e coracóide, porém, estavam deslocados para o lado esquerdo da coluna vertebral, indicando transporte por corrente d'água. Isso é ainda evidenciado por um ílio isolado de Diplodocus que aparentemente havia se deslocado contra a coluna vertebral, bem como por uma mudança na composição das rochas circundantes. Enquanto o próprio espécime estava embutido em argila de grão fino, indicando condições de baixa energia no momento da deposição, ele foi cortado na sétima vértebra pré-sacral por uma espessa camada de sedimentos muito mais grosseiros consistindo de seixos em sua base e arenito mais acima, indicando deposição sob correntes mais fortes. Com base nesta evidência, Riggs em 1904 sugeriu que a parte frontal do esqueleto que faltava foi levada por uma corrente de água, enquanto a parte traseira já estava coberta por sedimentos e assim foi preservada.

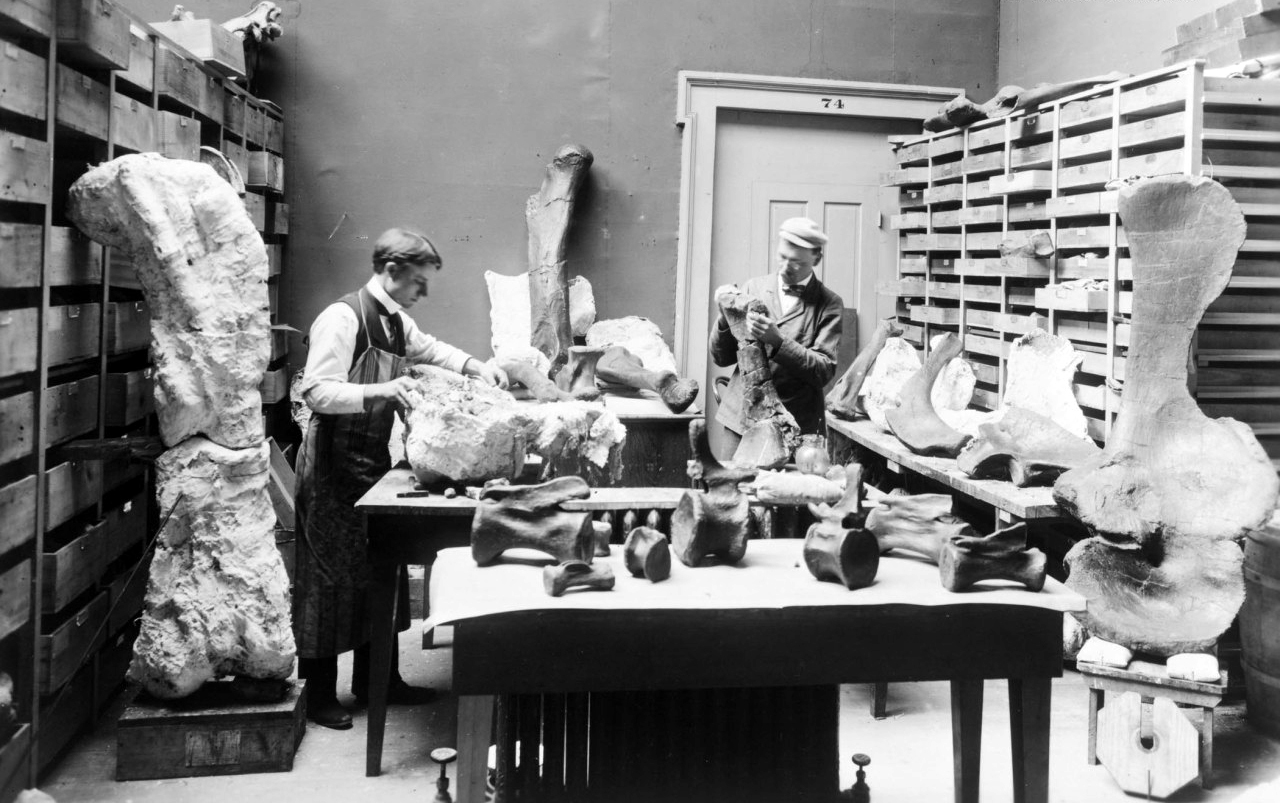
Riggs, à direita, e J. B. Abbott trabalhando nos ossos do holótipo em 1899; o fêmur ainda com jaqueta pode ser visto à esquerda

Riggs publicou um breve relatório da nova descoberta em 1901, observando o comprimento incomum do úmero em comparação com o fêmur e o tamanho total extremo e as proporções de girafa resultantes, bem como o menor desenvolvimento da cauda, mas não publicou um nome para o novo dinossauro. Em 1903, ele nomeou a espécie-tipo Brachiosaurus altithorax. Riggs derivou o nome do gênero do grego brachion/βραχίων que significa "braço" e sauros/σαυρος que significa "lagarto", porque ele percebeu que o comprimento dos braços era incomum para um saurópode. O descritor específico foi escolhido por causa da cavidade torácica incomumente profunda e larga, do latim altus "profundo" e tórax grego/θώραξ, "peitoral, couraça, corpete". O tórax latino foi derivado do grego e tornou-se uma designação científica usual para o tórax do corpo. Os títulos dos artigos de 1901 e 1903 de Riggs enfatizavam que o espécime era o "maior dinossauro conhecido". Riggs seguiu sua publicação de 1903 com uma descrição mais detalhada em uma monografia em 1904.
A preparação do holótipo começou no outono de 1900, pouco depois de ser coletado por Riggs para o Museu Field. Primeiro os elementos do membro foram processados. No inverno de 1904, as vértebras mal desgastadas das costas e do quadril foram preparadas por James B. Abbott e C.T. Kline. À medida que a preparação de cada osso foi concluída, ele foi exposto em uma caixa de vidro no Hall 35 do Palácio de Belas Artes da Exposição Colombiana dos Mundos, o primeiro local do Museu Field. Todos os ossos estavam, isoladamente, ainda em exibição em 1908 no Hall 35, quando o Apatosaurus recém-montado do Museu Field foi revelado, o mesmo espécime que Riggs havia encontrado na Pedreira 12, hoje catalogado como FMNH P25112 e identificado como um exemplar de Brontosaurus]. Nenhuma montagem de Brachiosaurus foi tentada porque apenas 20% do esqueleto havia sido recuperado. Em 1993, os ossos do holótipo foram moldados e fundidos, e os ossos perdidos foram esculpidos com base no material do Brachiosaurus brancai (agora Giraffatitan) no Museum für Naturkunde, Berlim. Esse esqueleto de plástico foi montado e, em 1994, exposto no extremo norte do Stanley Field Hall, a principal sala de exposições do atual prédio do Museu Field. Os ossos reais do holótipo foram expostos em duas grandes caixas de vidro em cada extremidade do molde montado. A montagem permaneceu até 1999, quando foi transferida para o Concourse B do Terminal One da United Airlines no Aeroporto Internacional O'Hare para dar espaço ao esqueleto de Tiranossauro recém-adquirido do museu, "Sue". Ao mesmo tempo, o Museu Field montou um segundo molde de plástico do esqueleto (projetado para uso externo) que está em exibição do lado de fora do museu no terraço NW. Outro elenco ao ar livre foi enviado ao Disney's Animal Kingdom para servir como um ícone de entrada para o "DinoLand, U.S.A." área, conhecida como a "Ponte Oldengate" que conecta as duas metades da área de recreação Boneyard com tema de pedreira de fósseis.

### Material atribuído

Diagrama esquelético composto, cor indicando diferentes espécimes

Outras descobertas de material de Brachiosaurus na América do Norte foram incomuns e consistem em alguns ossos. Até o momento, o material só pode ser inequivocamente atribuído ao gênero quando se sobrepõe ao material do holótipo, e quaisquer referências de elementos do crânio, pescoço, região dorsal anterior ou membros distais ou pés permanecem provisórias. No entanto, o material foi descrito de Colorado, Oklahoma, Utah, e Wyoming, e material não descrito tem foi mencionado em vários outros sítios.
Em 1883, o fazendeiro Marshall Parker Felch, um colecionador de fósseis do paleontólogo americano Othniel Charles Marsh, relatou a descoberta de um crânio de saurópode na Pedreira Felch 1, perto de Garden Park, Colorado. O crânio foi encontrado em arenito branco amarelado, perto de uma vértebra cervical de 1 metro de comprimento, que foi destruída durante uma tentativa de coletá-lo. O crânio foi catalogado como YPM 1986 e enviado para Marsh no Museu Peabody de História Natural, que o incorporou em sua restauração esquelética de Brontossauro em 1891 (talvez porque Felch o tenha identificado como pertencente a esse dinossauro). O crânio da Pedreira Felch consiste no crânio, as maxilas, o pós-orbital direito, parte da maxila esquerda, o esquamosal esquerdo, os dentários e um possível pterigóide parcial. Os ossos foram grosseiramente preparados para Marsh, o que levou a alguns danos. Felch também coletou vários fósseis pós-cranianos, incluindo uma vértebra cervical parcial e um membro anterior parcial. A maioria dos espécimes coletados por Felch foram enviados ao Museu Nacional de História Natural em 1899 após a morte de Marsh, incluindo o crânio, que foi então catalogado como USNM 5730.

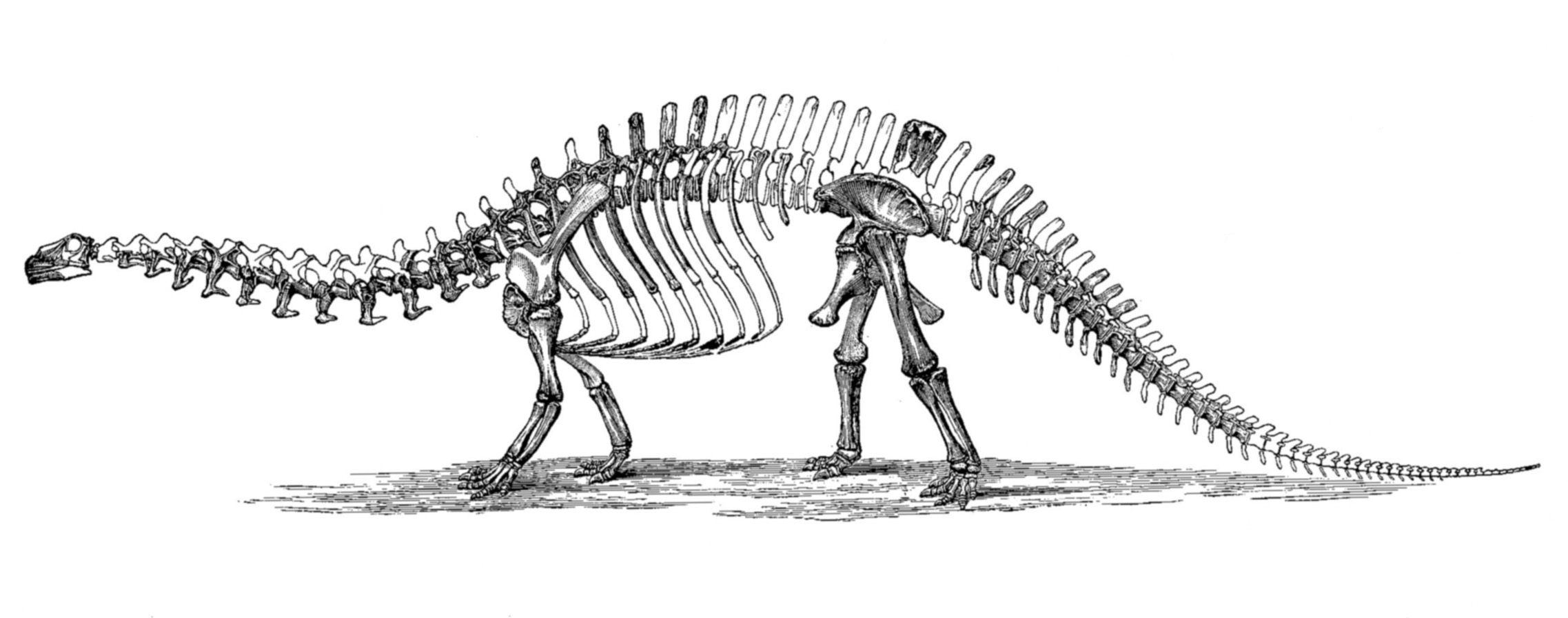
Reconstrução esquelética por O. C. Marsh desatualizada de 1891 de Brontosaurus, com crânio de Brachiosaurus imprecisamente baseado no da Pedreira Felch

Em 1975, os paleontólogos americanos Jack McIntosh e David Berman investigaram a questão histórica de saber se Marsh havia atribuído um crânio incorreto ao Brontossauro (na época considerado um sinônimo júnior de Apatosaurus), e descobriram que o crânio da Pedreira Felch era "o geral do tipo Camarasaurus", sugerindo que a vértebra encontrada perto dela pertencia ao Brachiosaurus. Eles concluíram que se Marsh não tivesse atribuído arbitrariamente o crânio da pedreira Felch e outro crânio semelhante ao Camarasaurus ao Brontosaurus, teria sido reconhecido anteriormente que o crânio real do Brontossauro e do Apatosaurus era mais semelhante ao do Diplodocus. McIntosh mais tarde reconheceu provisoriamente o crânio de Felch Quarry como pertencente ao Brachiosaurus, e chamou a atenção dos paleontólogos americanos Kenneth Carpenter e Virginia Tidwell, enquanto os exortava a descrevê-lo. Eles trouxeram o crânio para o Museu de História Natural de Denver, onde o prepararam e fizeram uma reconstrução com base em moldes dos ossos individuais, com os crânios de Giraffatitan e Camarasaurus atuando como modelos para os ossos perdidos.
Em 1998, Carpenter e Tidwell descreveram o crânio da Pedreira Felch e o atribuíram formalmente a Brachiosaurus sp. (de espécie incerta), pois é impossível determinar se pertencia à própria espécie B. altithorax (pois não há material sobreposto entre os dois espécimes). Eles basearam a atribuição do crânio ao Brachiosaurus em sua semelhança com o B. brancai, mais tarde conhecido como Giraffatitan. Em 2019, os paleontólogos americanos Michael D. D'Emic e Matthew T. Carrano reexaminaram o crânio da Pedreira Felch depois de tê-lo preparado e digitalizado por tomografia computadorizada (enquanto consultavam ilustrações históricas que mostravam estados anteriores dos ossos) e concluíram que um osso quadrado e dente dentário considerados parte do crânio por Carpenter e Tidwell não pertenciam a ele. O quadrado é grande demais para se articular com o esquamosal, está preservado de forma diferente dos outros ossos e foi encontrado a vários metros de distância. O dente não se assemelha aos maxilares (conforme revelado pelos dados da TC), é maior e, portanto, foi atribuído ao Camarasaurus sp. (outros dentes atribuídos a esse gênero são conhecidos da pedreira). Eles também acharam mais parcimonioso atribuir o crânio ao próprio B. altithorax em vez de uma espécie não especificada, já que não há evidência de outros táxons de braquiossaurídeos na Formação Morrison (e adicionar este e outros elementos possíveis a uma análise filogenética não mudou o posição de B. altithorax).

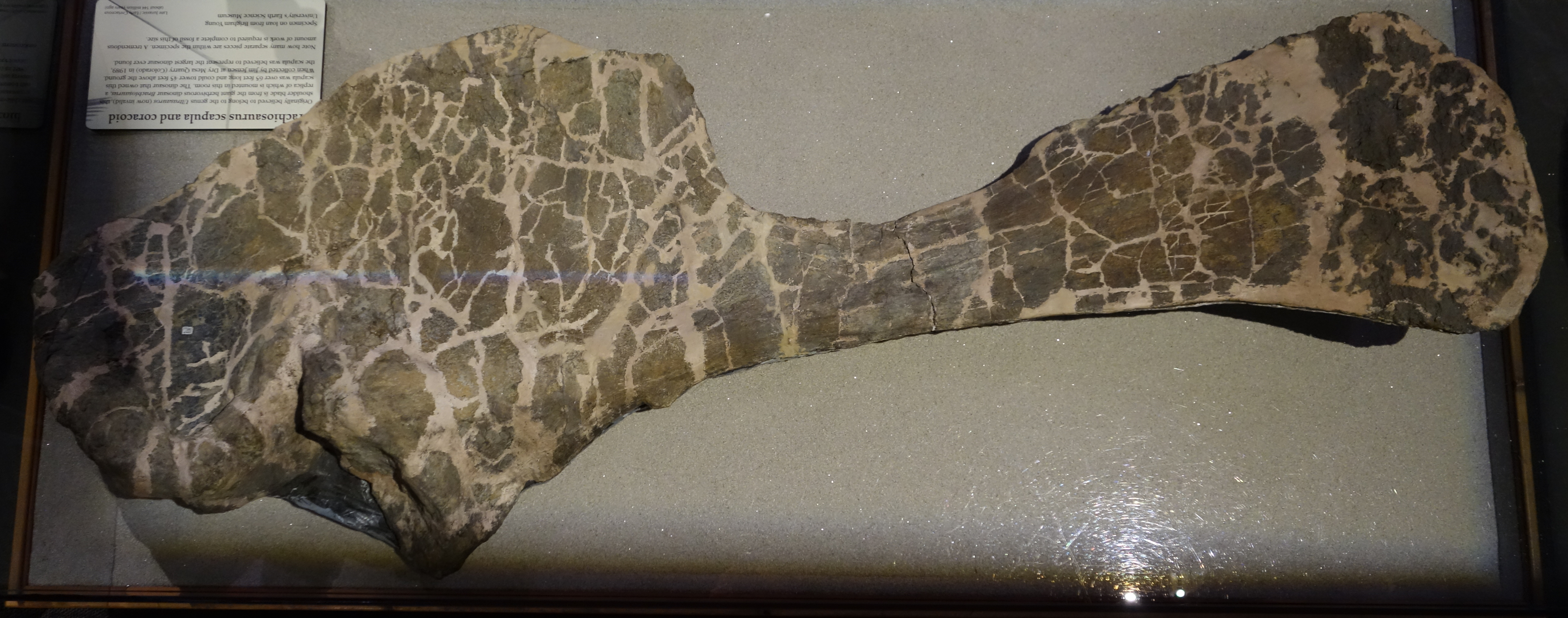
O escapulocoracóide BYU 9462 foi visto como um possível osso de Braquiossauro; foi originalmente atribuído a Ultrasauros (agora sinônimo júnior de Supersaurus), Museum of Ancient Life, Utah

Uma omoplata com coracóide de Dry Mesa Quarry, Colorado, é um dos espécimes no centro da edição do Supersaurus/Ultrasauros das décadas de 1980 e 1990. Em 1985, James A. Jensen descreveu restos desarticulados de saurópodes da pedreira como pertencentes a vários táxons excepcionalmente grandes, incluindo os novos gêneros Supersaurus e Ultrasaurus, este último renomeado Ultrasauros logo depois porque outro saurópode já havia recebido o nome. Estudos posteriores mostraram que o material do "Ultrassauro" pertencia principalmente ao Supersaurus, embora a omoplata não. Como o holótipo do Ultrasauros, uma vértebra dorsal, era um dos espécimes que na verdade pertencia ao Supersaurus, o nome Ultrasauros é sinônimo de Supersaurus. A omoplata, espécime BYU 9462 (anteriormente BYU 5001), foi atribuída em 1996 a um Brachiosaurus sp. (de espécies incertas) por Brian Curtice e colegas; em 2009, Michael P. Taylor concluiu que não poderia ser referido a B. altithorax. O "ultrassauro" de Dry Mesa não era tão grande quanto se pensava; as dimensões do osso coracóide do ombro indicam que o animal era menor que o espécime original de Braquiossauro de Riggs.

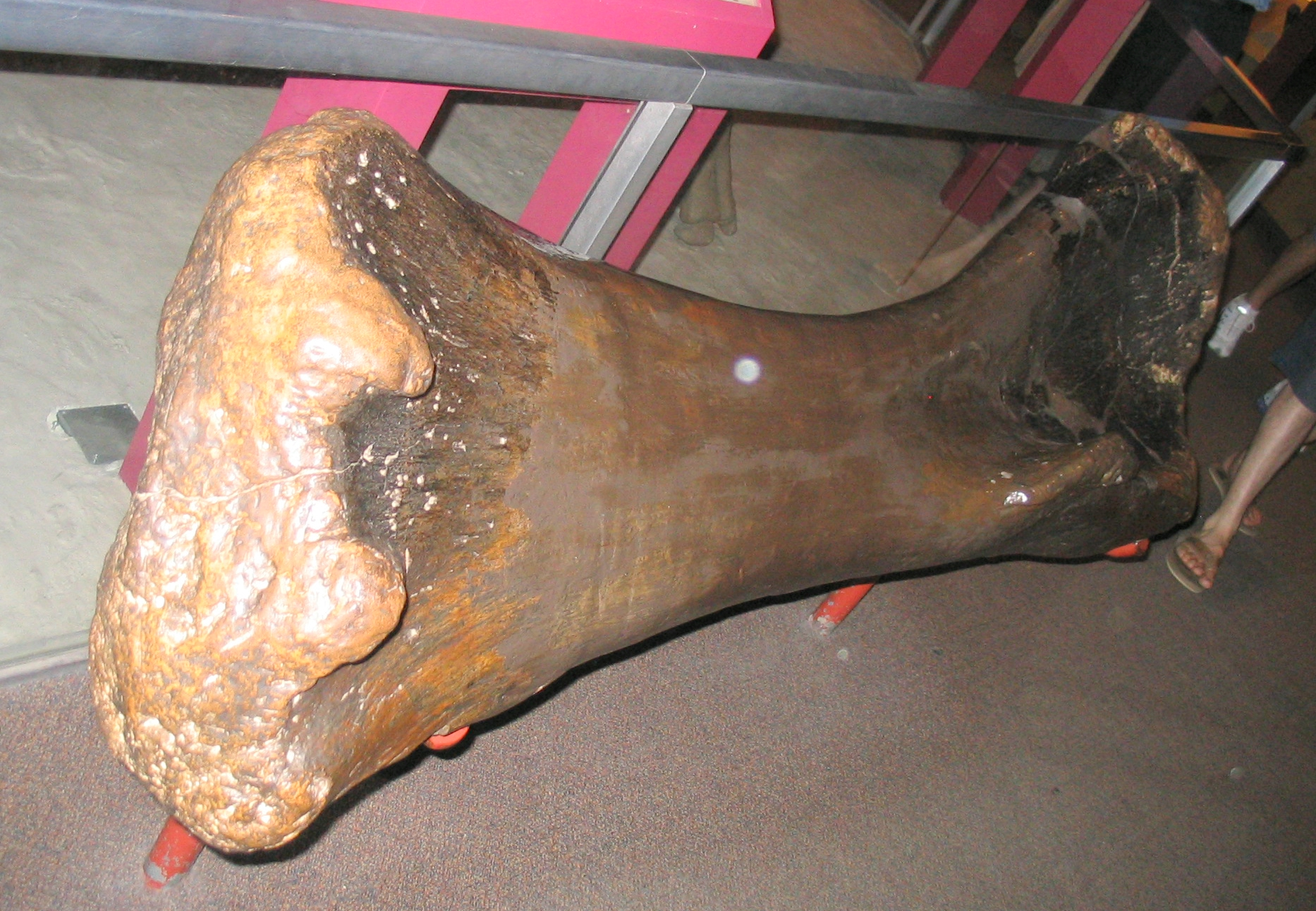
Osso do membro anterior referido (úmero) de Potter Creek, USNM 21903

Vários espécimes adicionais foram brevemente descritos por Jensen em 1987. Uma dessas descobertas, o úmero USNM 21903, foi descoberto em 1943 pelos garimpeiros de urânio Vivian e Daniel Jones na pedreira Potter Creek, no oeste do Colorado, e doado ao Smithsonian Institution. Originalmente, este úmero fazia parte de um esqueleto parcial mal preservado que não foi coletado. De acordo com Taylor em 2009, não se refere claramente ao Braquiossauro, apesar de seu grande tamanho de 2,13 metros. O próprio Jensen trabalhou no local de Potter Creek em 1971 e 1975, escavando o espécime desarticulado BYU 4744, que contém uma vértebra médio-dorsal, um ílio esquerdo incompleto, um rádio esquerdo e um metacarpo direito. De acordo com Taylor em 2009, este espécime pode ser referido com segurança como B. altithorax, na medida em que se sobrepõe ao seu espécime-tipo. Jensen mencionou ainda um espécime descoberto perto de Jensen, Utah, que inclui uma costela de 2,75 metros de comprimento, uma vértebra cervical anterior, parte de uma escápula e um coracóide, embora não tenha fornecido uma descrição.  Em 2001, Curtice e Stadtman atribuíram duas vértebras dorsais articuladas (espécime BYU 13023) da pedreira Dry Mesa ao Brachiosaurus. Taylor, em 2009, observou que essas vértebras são marcadamente mais curtas do que aquelas do holótipo B. altithorax, embora sejam semelhantes.
Em 2012, José Carballido e colegas relataram um esqueleto pós-craniano quase completo de um pequeno jovem com aproximadamente 2 metros de comprimento. Este espécime, apelidado de "Toni" e catalogado como SMA 0009, origina-se da Formação Morrison da Bacia Bighorn, no centro-norte do Wyoming. Embora originalmente pensado pertencer a um diplodocídeo, foi posteriormente reinterpretado como um braquiossaurídeo, provavelmente pertencente a B. altithorax. Em 2018, o maior pé de saurópode já encontrado foi relatado em Black Hills, no condado de Weston, Wyoming. O fêmur não está preservado, mas as comparações sugerem que era cerca de dois por cento mais longo que o holótipo de B. altithorax. Embora possivelmente pertencendo ao Braquiossauro, os autores o classificaram cautelosamente como um braquiossaurídeo indeterminado. No entanto, a atribuição destes dois espécimes aos seus respectivos clados foi posteriormente questionada por D'Emic e Carrano em 2019. Eles consideraram que o encaminhamento de "Toni" para B. altithorax era baseado em interpretações equivocadas das características únicas da espécie ou do espécime em si, e considerou-o digno de um estudo mais aprofundado. Analisando fotos do pé grande, D'Emic e Carrano notaram que a única característica que permitiu a referência a Brachiosauridae pode ter sido influenciada por danos ao osso em que foi encontrado, mas afirmaram que "semelhanças gerais" com Sonorasaurus e Giraffatitan sugeriam braquiossaurídeo afinidades, mas isso, afirmaram os autores, só seria confirmado através de estudos adicionais.

## Descrição

Tamanho comparado ao humano

A maioria das estimativas do tamanho do Brachiosaurus altithorax são baseadas no braquiossauro relacionado Giraffatitan (anteriormente conhecido como B. brancai), que é conhecido a partir de material muito mais completo que o Brachiosaurus. As duas espécies são os maiores braquiossaurídeos dos quais foram descobertos restos relativamente extensos. Há outro elemento de incerteza para o braquiossauro norte-americano porque o espécime tipo (e mais completo) parece representar um subadulto, conforme indicado pela sutura não fundida entre o coracoide, um osso da cintura escapular que faz parte da articulação do ombro, e a escápula (omoplata). Ao longo dos anos, a massa de B. altithorax foi estimada em 35,0 toneladas, 28,3 toneladas métricas, 44 toneladas, 29 toneladas, 57 toneladas, e 58 toneladas. O comprimento do Brachiosaurus foi estimado em 20–21 metros e 18 metros e sua altura em 9,4 metros e 12–13 metros.
Enquanto os ossos dos membros do esqueleto Giraffatitan mais completo (MB.R.2181) eram muito semelhantes em tamanho aos do espécime do tipo Brachiosaurus, o primeiro era um pouco mais leve que o espécime Brachiosaurus, devido às suas diferenças proporcionais. Em estudos incluindo estimativas para ambos os gêneros, Giraffatitan foi estimado em 31,5 toneladas, 39,5 toneladas, 38,0 toneladas, 23,3 toneladas, e 34,0 toneladas.  Assim como o principal espécime de Brachiosaurus, o espécime de Giraffatitan MB.R.2181 provavelmente não reflete o tamanho máximo do gênero, pois uma fíbula (espécime HM XV2) é 13% mais longa que a de MB.R.2181.

### Constituição geral

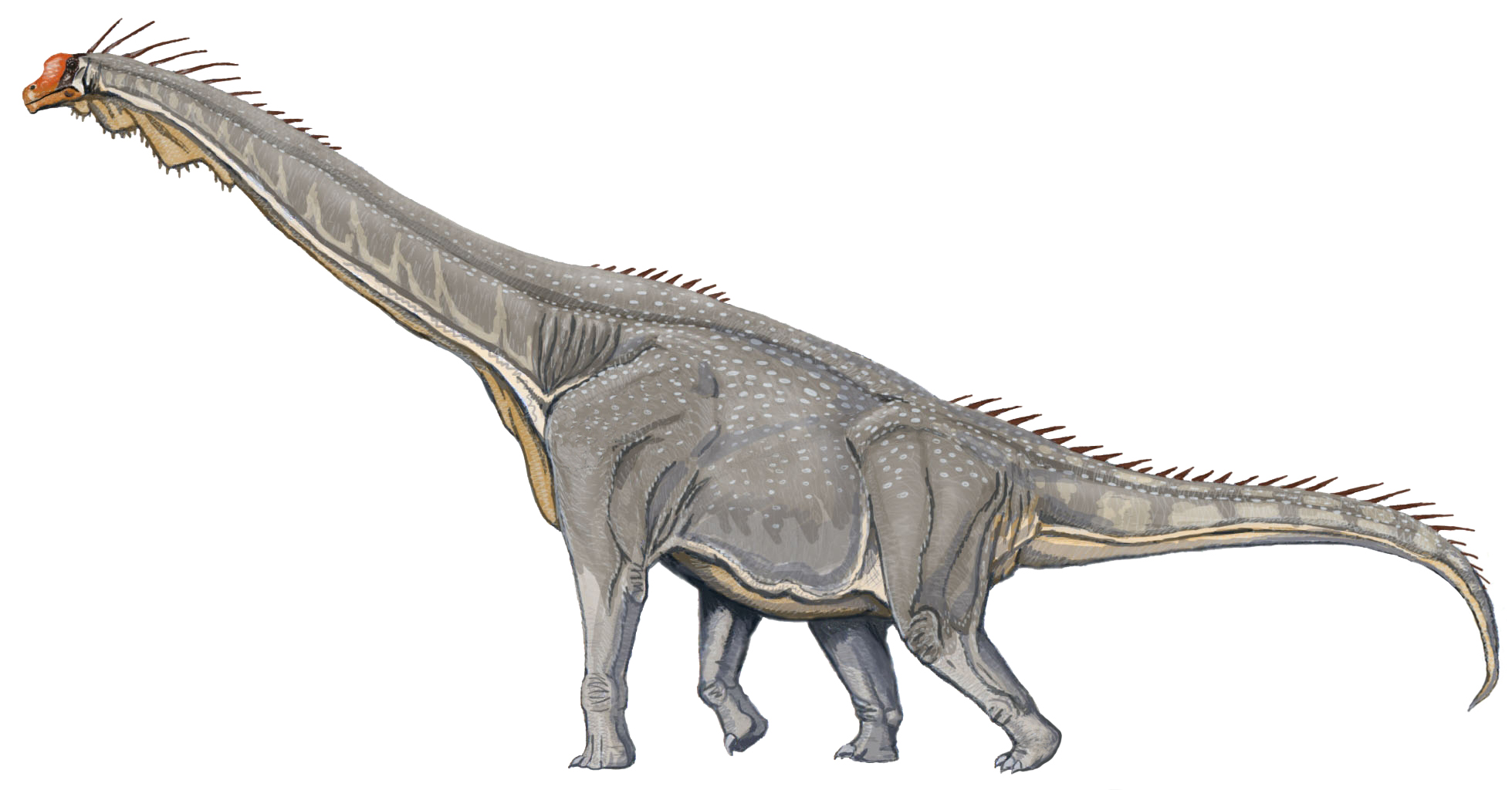
Concepção artística de braquiossauro.

Como todos os dinossauros saurópodes, o Brachiosaurus era um quadrúpede com um crânio pequeno, um pescoço longo, um tronco grande com uma seção transversal elipsóide alta, uma cauda longa e musculosa e membros colunares esguios.Grandes sacos aéreos conectados ao sistema pulmonar estavam presentes no pescoço e no tronco, invadindo as vértebras e costelas por reabsorção óssea, reduzindo bastante a densidade geral do corpo. O pescoço não é preservado no espécime do holótipo, mas era muito longo mesmo para os padrões de saurópodes no Giraffatitan, que consiste em treze vértebras cervicais (pescoço) alongadas. O pescoço foi mantido em uma leve curva em S, com as seções inferior e superior dobradas e uma seção intermediária reta. Brachiosaurus provavelmente compartilhou com Giraffatitan as costelas do pescoço muito alongadas, que desciam pela parte inferior do pescoço, sobrepondo várias vértebras anteriores. Essas hastes ósseas estavam presas aos músculos do pescoço em suas extremidades, permitindo que esses músculos operem as porções distais do pescoço enquanto estão localizados mais próximos do tronco, aliviando as porções distais do pescoço.
Brachiosaurus e Giraffatitan provavelmente tinham uma pequena protuberância no ombro entre a terceira e a quinta vértebra dorsal (costas), onde os processos vertebrais direcionados para o lado e para cima eram mais longos, fornecendo superfície adicional para fixação do músculo do pescoço. A caixa torácica era profunda em comparação com outros saurópodes.  Embora o úmero (osso do braço) e o fêmur (osso da coxa) fossem aproximadamente iguais em comprimento, todo o membro anterior seria mais longo do que o membro posterior, como pode ser inferido pelo antebraço alongado e metacarpo de outros braquiossaurídeos (sendo essa uma das principais sinapomorfias do grupo). Isso resultou em um tronco inclinado com o ombro muito mais alto que os quadris e o pescoço saindo do tronco em um ângulo acentuado. A constituição geral do Brachiosaurus se assemelha a uma girafa mais do que qualquer outro animal vivo. Em contraste, a maioria dos outros saurópodes tinha um membro anterior mais curto do que o membro posterior; o membro anterior é especialmente curto em diplodocóides contemporâneos.
O Brachiosaurus diferia em suas proporções corporais do Giraffatitan intimamente relacionado. O tronco era cerca de 25 a 30% mais longo, resultando em uma coluna vertebral dorsal mais longa que o úmero. Apenas uma única vértebra caudal completa (cauda) foi descoberta, mas sua grande altura sugere que a cauda era maior do que em Giraffatitan. Esta vértebra tinha uma área muito maior para fixação do ligamento devido a uma espinha neural alargada, indicando que a cauda também era mais longa do que no Giraffatitan, possivelmente em 20-25%. Em 1988, o paleontólogo Gregory S. Paul sugeriu que o pescoço do Brachiosaurus era mais curto que o do Giraffatitan, mas em 2009, o paleontólogo Mike P. Taylor apontou que duas vértebras cervicais provavelmente pertencentes ao Brachiosaurus tinham proporções idênticas.  Ao contrário do Giraffatitan e de outros saurópodes, que tinham membros anteriores orientados verticalmente, os braços do Braquiossauro parecem ter sido ligeiramente estendidos nas articulações dos ombros, conforme indicado pela orientação lateral das superfícies articulares dos coracóides. O úmero era menos delgado que o do Giraffatitan, enquanto o fêmur tinha proporções semelhantes. Isso pode indicar que os membros anteriores do Brachiosaurus suportavam uma fração maior do peso corporal do que no caso do Giraffatitan.

### Esqueleto pós-craniano

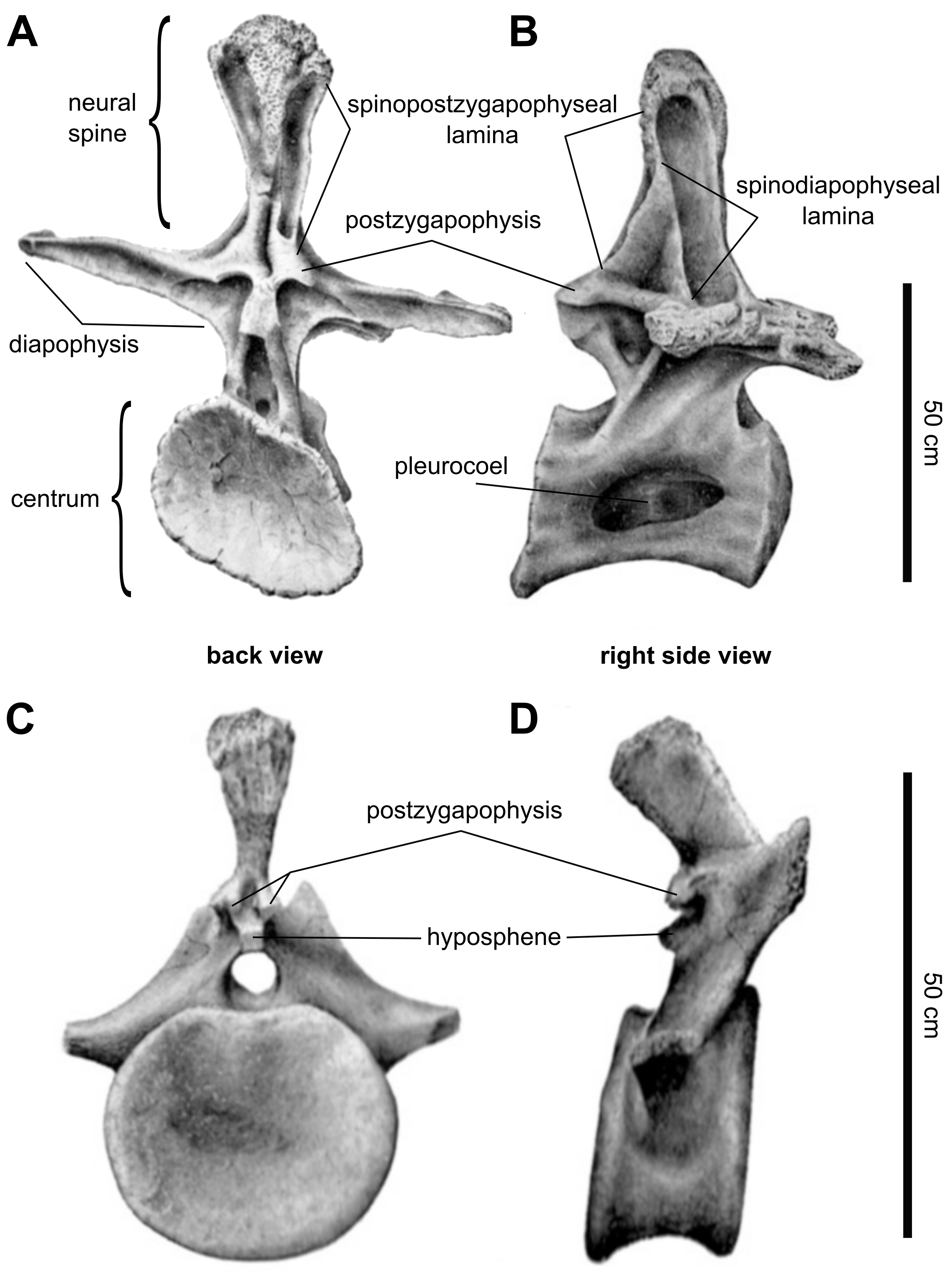
Anatomia vertebral do esqueleto do holótipo. Superior: sexta vértebra dorsal atrás (A) e vista lateral direita (B). Parte inferior: segunda vértebra caudal atrás (C) e vista lateral (D).

Embora a coluna vertebral do tronco ou torso não seja completamente conhecida, a parte de trás do Braquiossauro provavelmente compreendia doze vértebras dorsais; isso pode ser inferido a partir da coluna vertebral dorsal completa preservada em um espécime de braquiossaurídeo sem nome, BMNH R5937. As vértebras da parte frontal da coluna dorsal eram ligeiramente mais altas, mas muito mais longas que as da parte posterior. Isto contrasta com o Giraffatitan, onde as vértebras na parte frontal eram muito mais altas, mas apenas um pouco mais longas. Os centros (corpos vertebrais), a parte inferior das vértebras, eram mais alongados e aproximadamente circulares em seção transversal, enquanto os do Giraffatitan eram mais largos do que altos. Os forames (pequenas aberturas) nas laterais do centro, que permitiam a intrusão dos sacos aéreos, eram maiores do que no Giraffatitan. As diapófises (grandes projeções que se estendem lateralmente a partir do arco neural das vértebras) eram horizontais, enquanto as do Giraffatitan eram inclinadas para cima. Nas suas extremidades, essas projeções articulavam-se com as costelas; a superfície articular não era distintamente triangular como no Giraffatitan. Na vista lateral, as espinhas neurais projetadas para cima ficavam verticalmente e eram duas vezes mais largas na base do que no topo; os de Giraffatitan inclinaram-se para trás e não se alargaram na base. Quando vistas de frente ou de trás, as espinhas neurais se alargaram em direção ao topo.
No Brachiosaurus, esse alargamento ocorreu de forma gradual, resultando em um formato de remo, enquanto no Giraffatitan o alargamento ocorreu de forma abrupta e apenas na porção mais superior. Tanto na parte anterior quanto posterior, as espinhas neurais apresentavam superfícies grandes, triangulares e rugosas, que no Giraffatitan eram semicirculares e muito menores. Os vários processos vertebrais eram conectados por finas lâminas ou cristas ósseas, chamadas de lâminas. O Braquiossauro não possuía lâminas pós-espinhais, que estavam presentes no Giraffatitan, descendo pela parte posterior das espinhas neurais. As lâminas espinodiapofisárias, que se estendiam das espinhas neurais até as diapófises, foram fundidas com as lâminas posteriores da região, que se estendiam entre as espinhas neurais e os processos articulares na parte posterior das vértebras e, portanto, terminavam no meio da altura das espinhas neurais. No Giraffatitan, ambas as lâminas não estavam fundidas e as lâminas espinodiapofisárias alcançavam o topo das espinhas neurais. O Brachiosaurus se distingue ainda do Giraffatitan pela falta de três detalhes nas lâminas das vértebras dorsais que são exclusivos deste último gênero.

## Classificação

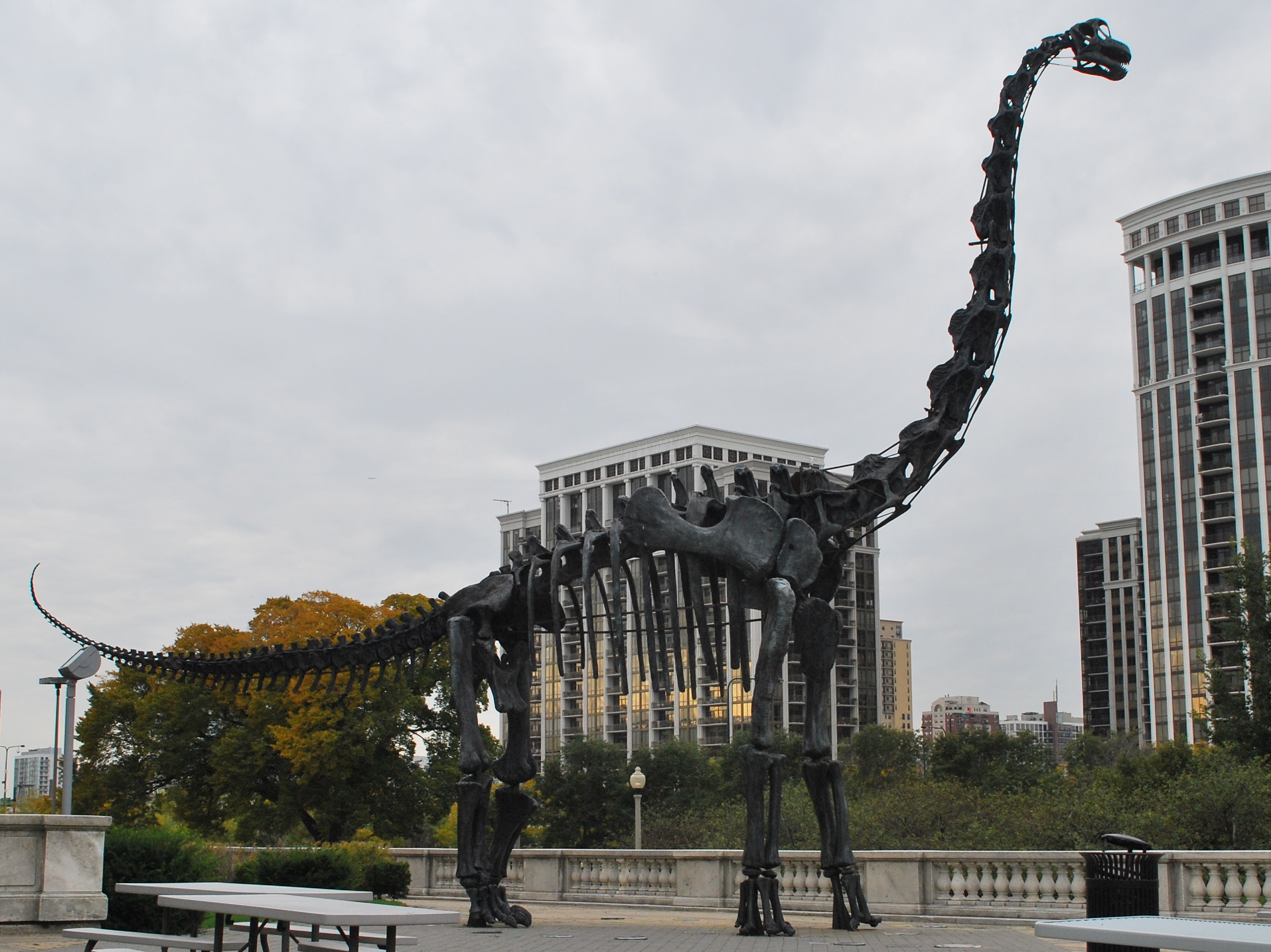
Réplica de esqueleto fora do Museu Field de História Natural

Riggs, em sua descrição preliminar de 1903 do espécime holótipo ainda não totalmente preparado, considerou o Brachiosaurus um membro óbvio do Sauropoda. Para determinar a validade do gênero, ele o comparou com os gêneros anteriormente nomeados Camarasaurus, Apatosaurus, Atlantosaurus e Amphicoelias, cuja validade ele questionou devido à falta de material fóssil sobreposto. Por causa das relações incertas desses gêneros, pouco poderia ser dito sobre as relações do próprio Brachiosaurus. Em 1904, Riggs descreveu o material holótipo do Braquiossauro com mais detalhes, especialmente as vértebras. Ele admitiu que originalmente havia assumido uma afinidade próxima com o Camarasaurus, mas agora decidiu que o Brachiosaurus estava mais relacionado ao Haplocantosaurus. Ambos os gêneros compartilhavam uma única linha de espinhas neurais nas costas e tinham quadris largos. Riggs considerou as diferenças de outros táxons significativas o suficiente para nomear uma família separada, Brachiosauridae, da qual Brachiosaurus é o gênero homônimo. De acordo com Riggs, Haplocanthosaurus era o gênero mais primitivo da família enquanto Brachiosaurus era uma forma especializada.
Ao descrever Brachiosaurus brancai e B. fraasi em 1914, Janensch observou que o alongamento único do úmero era compartilhado por todas as três espécies de Brachiosaurus, bem como pelo Pelorosaurus britânico. Ele também notou esta característica no Cetiosaurus, onde não era tão fortemente pronunciada como no Braquiossauro e no Pelorosaurus. Janensch concluiu que os quatro gêneros devem ter sido intimamente relacionados entre si, e em 1929 os atribuiu a uma subfamília Brachiosaurinae dentro da família Bothrosauropodidae.
Durante o século XX, vários saurópodes foram atribuídos a Brachiosauridae, incluindo Astrodon, Bothriospondylus, Pelorosaurus, Pleurocoelus e Ultrasauros. Essas atribuições eram frequentemente baseadas em amplas semelhanças em vez de sinapomorfias inequívocas, compartilhavam novos traços e a maioria desses gêneros é atualmente considerada duvidosa. Em 1969, em um estudo de R.F. Kingham, B. altithorax, B." brancai e B. atalaiensis, junto com muitas espécies agora atribuídas a outros gêneros, foram colocados no gênero Astrodon, criando um Astrodon altithorax. As opiniões de Kingham sobre a taxonomia dos braquiossaurídeos não foram aceitas por muitos outros autores. Desde a década de 1990, as análises cladísticas baseadas em computador permitem postular hipóteses detalhadas sobre as relações entre as espécies, calculando aquelas árvores que requerem menos mudanças evolutivas e, portanto, são as mais prováveis de estarem corretas. Tais análises lançaram dúvidas sobre a validade dos Brachiosauridae. Em 1993, Leonardo Salgado sugeriu que eles eram um grupo não natural no qual todos os tipos de saurópodes não relacionados haviam sido combinados. Em 1997, ele publicou uma análise na qual as espécies tradicionalmente consideradas braquiossaurídeos eram ramificações subsequentes do caule de um grupo maior, os Titanosauriformes, e não um ramo separado próprio. Este estudo também apontou que B. altithorax e B. brancai não tinham quaisquer sinapomorfias, de modo que não havia evidência para supor que eles estivessem particularmente relacionados.

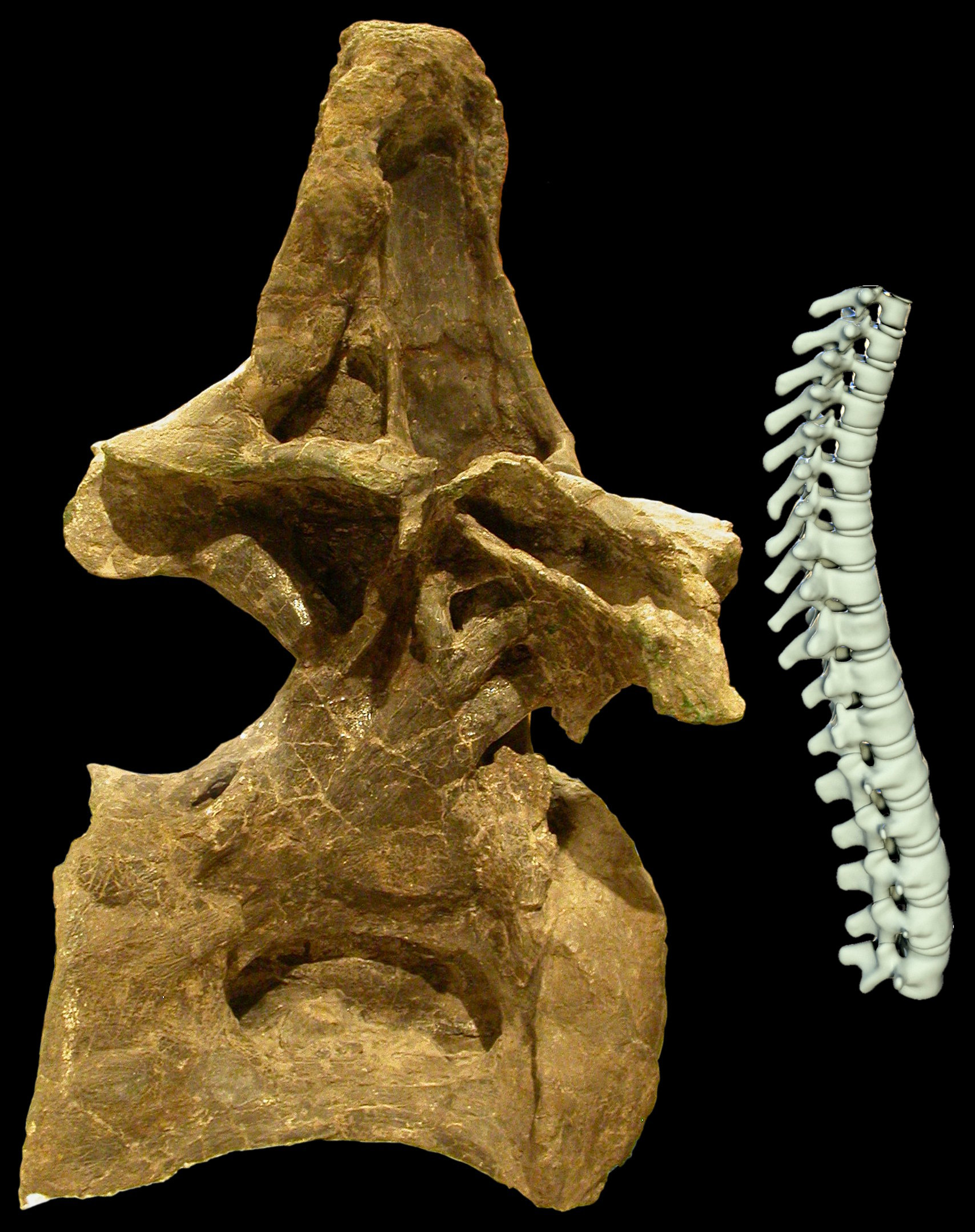
Quinta vértebra dorsal na frente da pelve do holótipo, em comparação com a mesma região de uma coluna vertebral humana

Desde então, muitas análises cladísticas sugeriram que pelo menos alguns gêneros podem ser atribuídos aos Brachiosauridae, e que este grupo é um ramo basal dentro dos Titanosauriformes. O status exato de cada potencial braquiossaurídeo varia de estudo para estudo. Por exemplo, um estudo de 2010 de Chure e colegas reconheceu o Abydosaurus como um braquiossauro junto com o Braquiossauro, que neste estudo incluiu B. brancai. Em 2009, Taylor observou várias diferenças anatômicas entre as duas espécies de Brachiosaurus e, consequentemente, moveu B. brancai para seu próprio gênero, Giraffatitan. Em contraste com estudos anteriores, Taylor tratou ambos os gêneros como unidades distintas em uma análise cladística, encontrando-os como grupos irmãos. Outra análise de 2010 com foco em possível material braquiossaurídeo asiático encontrou um clado incluindo Abydosaurus, Brachiosaurus, Cedarosaurus, Giraffatitan e Paluxysaurus, mas não Qiaowanlong, o suposto braquiosaurídeo asiático. Várias análises subsequentes descobriram que Brachiosaurus e Giraffatitan não são grupos irmãos, mas localizados em diferentes posições na árvore evolutiva. Um estudo de 2012 de D'Emic colocou o Giraffatitan em uma posição mais basal, em um ramo anterior, do que o Braquiossauro, enquanto um estudo de 2013 de Philip Mannion e colegas fez o contrário.
O cladograma dos Brachiosauridae abaixo segue o publicado por Michael D. D'Emic em 2012:
|  | Brachiosaurus                                                                               |
|  |                                                                                             |
|  | \| \| Abydosaurus \| \| \| \| \| \| Cedarosaurus \| \| \| \| \| \| Venenosaurus \| \| \| \| |
|  |                                                                                             |
|  | Abydosaurus                                                                                 |
|  |                                                                                             |
|  | Cedarosaurus                                                                                |
|  |                                                                                             |
|  | Venenosaurus                                                                                |
|  |                                                                                             |

|  | Abydosaurus  |
|  |              |
|  | Cedarosaurus |
|  |              |
|  | Venenosaurus |
|  |              |

|  | Brachiosaurus                                                                               |
|  |                                                                                             |
|  | \| \| Abydosaurus \| \| \| \| \| \| Cedarosaurus \| \| \| \| \| \| Venenosaurus \| \| \| \| |
|  |                                                                                             |
|  | Abydosaurus                                                                                 |
|  |                                                                                             |
|  | Cedarosaurus                                                                                |
|  |                                                                                             |
|  | Venenosaurus                                                                                |
|  |                                                                                             |

|  | Abydosaurus  |
|  |              |
|  | Cedarosaurus |
|  |              |
|  | Venenosaurus |
|  |              |

|  | Brachiosaurus                                                                               |
|  |                                                                                             |
|  | \| \| Abydosaurus \| \| \| \| \| \| Cedarosaurus \| \| \| \| \| \| Venenosaurus \| \| \| \| |
|  |                                                                                             |
|  | Abydosaurus                                                                                 |
|  |                                                                                             |
|  | Cedarosaurus                                                                                |
|  |                                                                                             |
|  | Venenosaurus                                                                                |
|  |                                                                                             |

|  | Abydosaurus  |
|  |              |
|  | Cedarosaurus |
|  |              |
|  | Venenosaurus |
|  |              |

|  | Brachiosaurus                                                                               |
|  |                                                                                             |
|  | \| \| Abydosaurus \| \| \| \| \| \| Cedarosaurus \| \| \| \| \| \| Venenosaurus \| \| \| \| |
|  |                                                                                             |
|  | Abydosaurus                                                                                 |
|  |                                                                                             |
|  | Cedarosaurus                                                                                |
|  |                                                                                             |
|  | Venenosaurus                                                                                |
|  |                                                                                             |

|  | Abydosaurus  |
|  |              |
|  | Cedarosaurus |
|  |              |
|  | Venenosaurus |
|  |              |

As análises cladísticas também permitem aos cientistas determinar quais novos traços os membros de um grupo têm em comum, suas sinapomorfias. De acordo com o estudo de 2009 de Taylor, B. altithorax compartilha com outros braquiossaurídeos a característica clássica de ter um osso do braço que é pelo menos quase tão longo quanto o fêmur (relação entre o comprimento do úmero e o comprimento do fêmur de pelo menos 0,9). Outro personagem compartilhado é o eixo do fêmur muito achatado, sua largura transversal sendo pelo menos 1,85 vezes a largura medida da frente para trás.

## Paleobiologia

### Hábitos

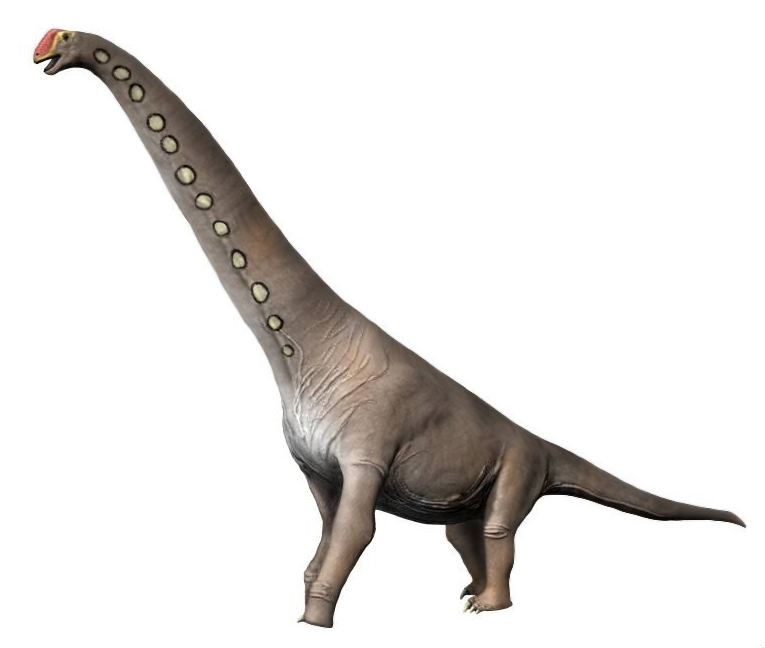
Restauração de vida mostrando ornamentação nasal hipotética

Acreditava-se ao longo do século XIX e início do século XX que saurópodes como o Braquiossauro eram grandes demais para suportar seu próprio peso em terra firme e, em vez disso, viviam parcialmente submersos na água. Riggs, afirmando observações de John Bell Hatcher, foi o primeiro a defender longamente que a maioria dos saurópodes eram animais totalmente terrestres em seu relato de 1904 sobre o Braquiossauro, apontando que suas vértebras ocas não têm análogos em animais aquáticos ou semiaquáticos vivos, e seus membros longos e pés compactos indicam especialização para locomoção terrestre. Este animal teria se adaptado melhor do que outros saurópodes a um estilo de vida totalmente terrestre por meio de seus membros esbeltos, peito alto, quadris largos, ilíaco alto e cauda curta. Em suas vértebras dorsais as zigapófises eram muito reduzidas enquanto o complexo hiposfeno-hipanto era extremamente desenvolvido, resultando em um tronco rígido incapaz de se curvar para os lados. O corpo só estava apto para o movimento quadrúpede em terra. Embora as ideias de Riggs tenham sido gradualmente esquecidas durante a primeira metade do século XX, a noção de saurópodes como animais terrestres ganhou apoio desde a década de 1950 e agora é universalmente aceita entre os paleontólogos. Em 1990, o paleontólogo Stephen Czerkas afirmou que o Brachiosaurus poderia ter entrado na água ocasionalmente para se refrescar (termorregular).

### Postura do pescoço

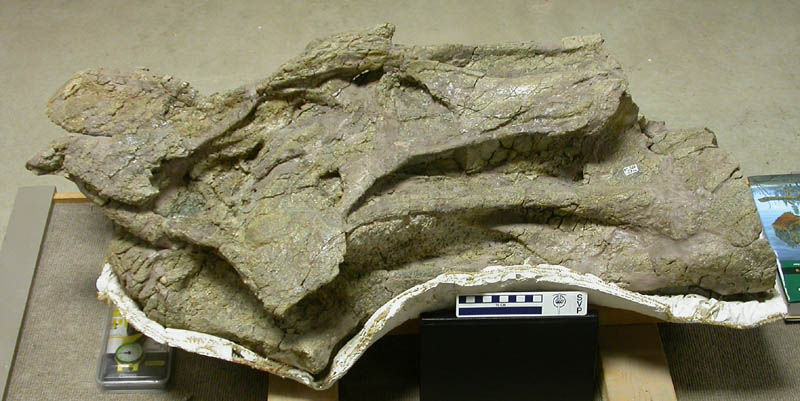
Vértebra do pescoço atribuída BYU 12866, Museu de Paleontologia da BYU

O debate contínuo gira em torno da postura do pescoço dos braquiossaurídeos, com estimativas variando de orientações quase verticais a horizontais. A ideia de posturas quase verticais em saurópodes em geral era popular até 1999, quando Stevens e Parrish argumentaram que o pescoço do saurópode não era flexível o suficiente para ser mantido em uma posição vertical e curvada em S, e em vez disso era mantido horizontalmente. Refletindo esta pesquisa, vários jornais publicaram histórias criticando a montaria do Brachiosaurus do Museu Field por ter um pescoço curvado para cima. Os paleontólogos do museu, Olivier Rieppel e Christopher Brochu, defenderam a postura em 1999, observando os longos membros anteriores e a coluna vertebral inclinada para cima. Eles também afirmaram que as espinhas neurais mais desenvolvidas para fixação muscular posicionadas na região da cintura escapular teriam permitido que o pescoço fosse levantado em uma postura de girafa. Além disso, tal postura exigiria menos energia do que abaixar o pescoço, e os discos intervertebrais não teriam sido capazes de neutralizar a pressão causada por uma cabeça abaixada por longos períodos de tempo (embora abaixar o pescoço para beber deva ter sido possível). Alguns estudos recentes também defenderam um pescoço mais direcionado para cima. Christian e Dzemski (2007) estimaram que a parte média do pescoço do Giraffatitan estava inclinada de sessenta a setenta graus; uma postura horizontal só poderia ser mantida por curtos períodos de tempo.
Com a cabeça erguida acima do coração, os braquiossaurídeos teriam sobrecarregado o sistema cardiovascular. Estima-se que o coração do Braquiossauro teria que bombear o dobro da pressão sanguínea de uma girafa para chegar ao cérebro e possivelmente pesava 400 kg. A distância entre a cabeça e o coração teria sido reduzida pela curvatura S do pescoço em mais de 2 metros em comparação com uma postura totalmente vertical. O pescoço também pode ter sido abaixado durante a locomoção em vinte graus. Ao estudar o ouvido interno do Giraffatitan, Gunga & Kirsch (2001) concluíram que os braquiossaurídeos teriam movido seus pescoços nas direções laterais com mais frequência do que nas direções dorso-ventral durante a alimentação.